# TMK (Unternehmen)

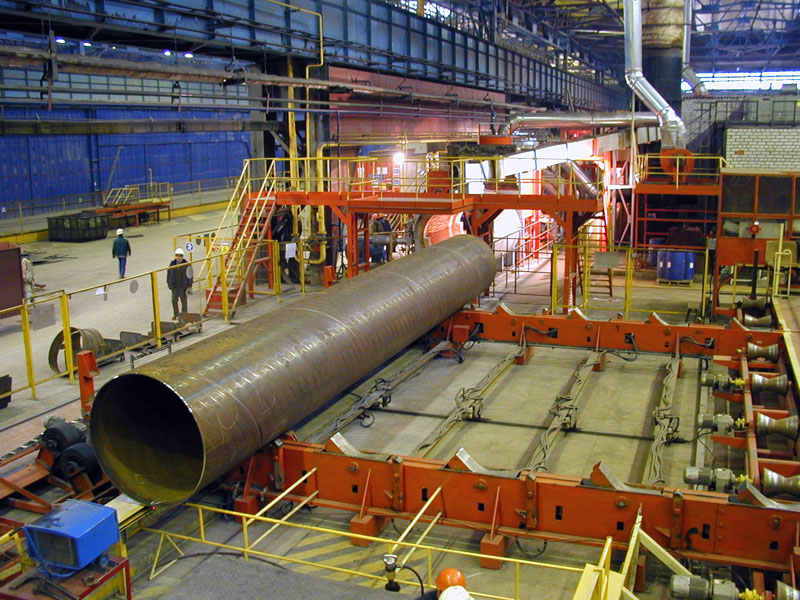
Wolschskier Rohrwerk

TMK (russisch ТМК Трубная Металлургическая Компания) ist der größte russische Stahlrohrhersteller mit Firmensitz in Moskau. 2016 wurden 3,44 Mio. t nahtlose und geschweißte Stahlrohre für die Öl- und Gasindustrie hergestellt. Das Unternehmen ist im Aktienindex RTS Index gelistet.
TMK wurde 2001 gegründet. Der europäische Sitz ist in Düsseldorf. Die Geschäftsführung der TMK Europe GmbH in Düsseldorf besteht aus Luca Zorzi, Adrian Popescu und Sergey Guriev. Die TMK Europe GmbH ist Mehrheitsaktionär der rumänischen Unternehmen TMK Artrom.
Seit 2022 hat TMK Europe GmbH mit Sitz in Düsseldorf eine neue Geschäftsführung.
In den letzten Jahren wurde vor allem in die Stahlerzeugung investiert. So erhielten die Rohrwerke Sewerski und TAGMET je einen Elektrolichtbogenofen und Anlagen zur Vakuumentgasung. Sewerski erhielt außerdem eine Stranggußanlage und ein „FQM“-Warmwalzwerk. In Uralsk wurde 2014 mit TMK-INOX ein Werk für rostfreie Stahlrohre eröffnet.
Ferner betreibt TMK das Forschungszentrum der Rohrindustrie, RosNITI.

## Werke
| Standort                  | Werk                                          | Koordinaten                      |
| ------------------------- | --------------------------------------------- | -------------------------------- |
| Wolschski, Russland       | Wolschski trubny sawod                        | 48° 47′ 40,2″ N, 44° 49′ 56,3″ O |
| Polewskoi, Russland       | - Sewerski trubny sawod - TMK-KPW             | 56° 28′ 45,8″ N, 60° 14′ 35″ O   |
| Kamensk-Uralski, Russland | Sinarski trubny sawod                         | 56° 26′ 15,9″ N, 61° 55′ 43,7″ O |
| Taganrog, Russland        | Taganrogski metallurgitscheski sawod (TAGMET) | 47° 15′ 21,5″ N, 38° 55′ 52,1″ O |
| Uralsk, Kasachstan        | - TMK-Kastrubprom - TMK-INOX                  |                                  |
| Slatina, Rumänien         | TMK-ARTROM                                    |                                  |
| Azaiba, Oman              | TMK GIPI                                      |                                  |